# 之江生物
上海之江生物科技股份有限公司（上交所：688317）是中華人民共和國上海市的一家從事基因诊断的试剂和仪器设备以及核酸檢測试剂的研发和生产企业。

## 历史
成立于2005年4月。2008年，之江生物成為中華人民共和國首個研发出荧光定量核酸检测试剂的企業，該檢測試劑用於檢測手足口病。2013年，之江生物研發的H7N9禽流感核酸检测试剂成为中華人民共和國首批商品化的H7N9禽流感核酸检测试剂。2015年5月，之江生物研發的埃博拉病毒核酸检测试剂被列入WHO官方采购名录，之江生物為亚太地区唯一入选企业。2020年1月26日，之江生物為中華人民共和國首批COVID-19病毒检测试剂盒获证企业。5月22日，之江生物的COVID-19病毒检测试剂通过世界卫生组织的认证。2020年1月26日，上海之江生物科技获得中国第一批新冠病毒核酸检测试剂盒医疗器械注册证。
2020年12月8日，中国证监会发布消息，同意之江生物IPO注册。2021年1月18日，之江生物在上交所科创板上市。

## 外部連結
- 官方网站